# Gødvad Kirke
Gødvad Kirke er en kirke der ligger i Gødvad Sogn i den nordlige udkant af Silkeborg; Den ligger i det tidligere Hids Herred, Viborg Amt, nu Silkeborg Kommune. Kor og skib er opført i romansk tid af granitkvadre over skråkantsokkel, formodentlig omkring 1150. Begge retkantede døre er bevaret, syddøren i brug, norddøren tilmuret, i norddørens blænding er indsat en tympanon med flettet kors i midten flankeret af to små kors indskrevet i cirkler, denne tympanon muligvis fra en tidligere præstedør. I østmuren og nordmuren ses oprindelige romanske vinduer. Tårn og våbenhus er opført i sengotisk tid. I tårnets murværk er indsat en korbuekragsten med rankeslyng og løve.
Skibet har bjælkeloft, koret fik indbygget krydshvælv i sengotisk tid. I triumfvæggen mod syd ses en åbning, som formodentlig har været benyttet som prædikestol i middelalderen, ved åbningen ses kalkmalerier, tre kroner og et viekors. I tårnbuen ses en kalkmalet stjerne og et viekors. Altertavlen i renæssance er fra omkring 1620, den er nært beslægtet med tavlen i Lemming. Prædikestolen er fra 1603. På degnestolen ses våben for århusbispen Niels Clausen (død 1531).
Den romanske døbefont af granit har to par dobbeltløver med fælles hoved i lavt relief, på den firkantede fod ses fire kravlende dyr med parvis fælles hoved i lavt relief og med tydelige dobbeltkonturer.
- Kragsten ved korbuen
- Døbefont

## Eksterne kilder og henvisninger
- Wikimedia Commons har flere filer relateret til Gødvad Kirke
- Gødvad Kirke Arkiveret 31. januar 2011 hos  Wayback Machine hos nordenskirker.dk
- Gødvad Kirke hos KortTilKirken.dk